# Jarsenovo
Jarsenovo (en serbe cyrillique : Јарсеново) est un village de Serbie situé sur le territoire de la Ville de Leskovac, district de Jablanica. Au recensement de 2011, il comptait 341 habitants.

## Géographie

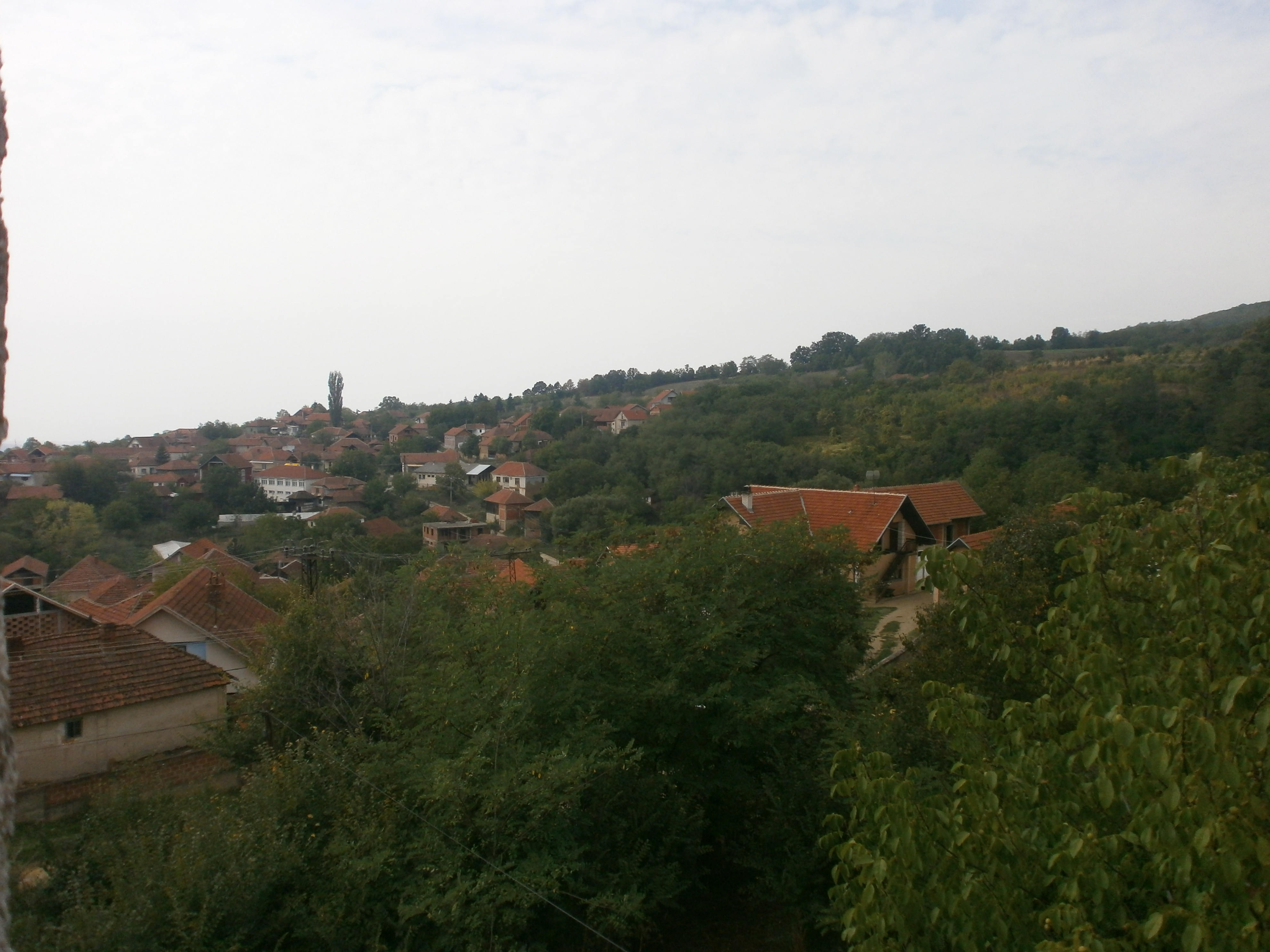
Vue générale du village

## Histoire

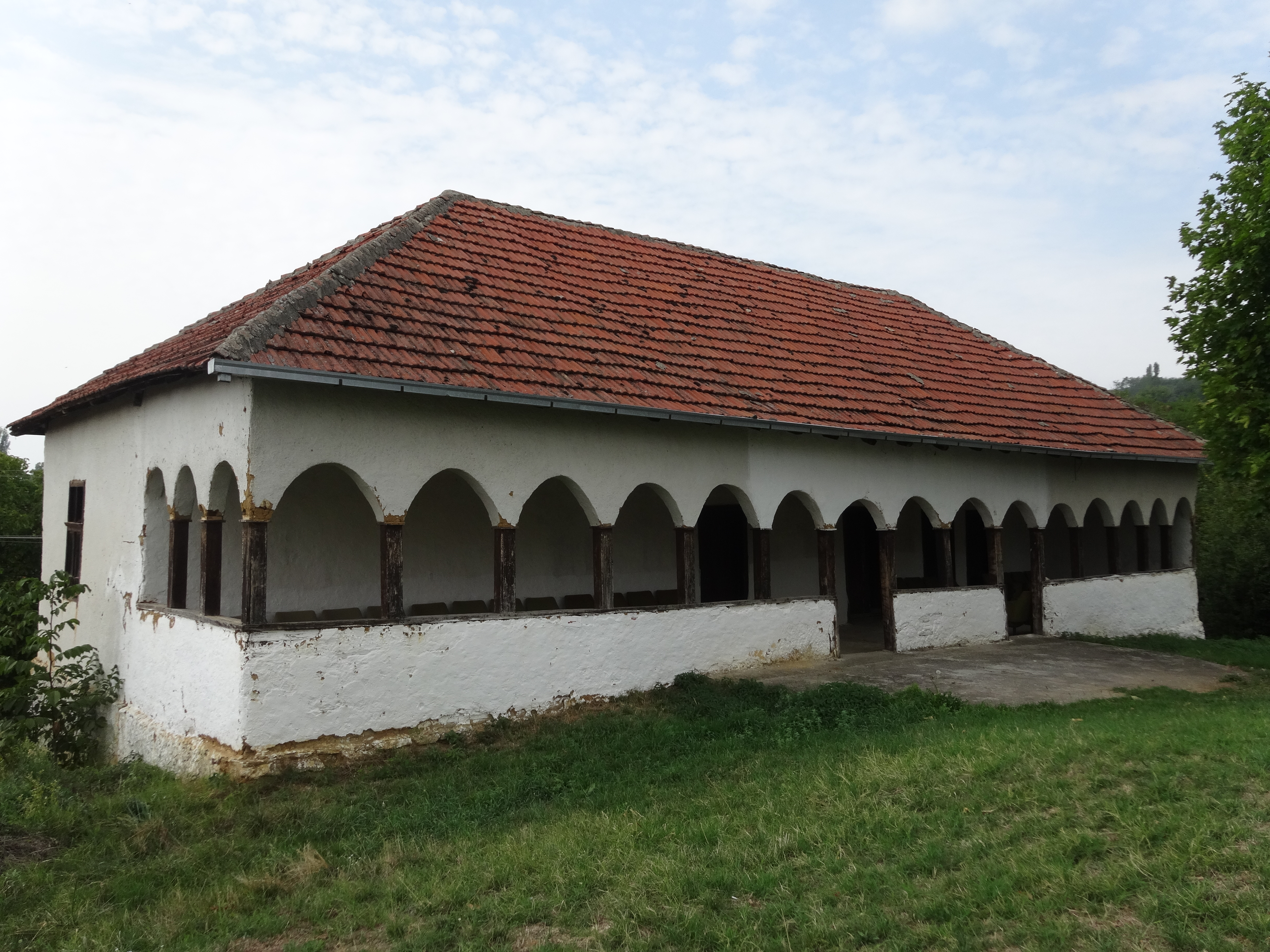
Le konak de l'église Saint-Nicolas

## Démographie
| 1948 | 1953 | 1961 | 1971 | 1981 | 1991 | 2002 | 2011 |
| ---- | ---- | ---- | ---- | ---- | ---- | ---- | ---- |
| 914  | 951  | 870  | 769  | 598  | 470  | 428  | 341  |

|  |